# James R. Hall

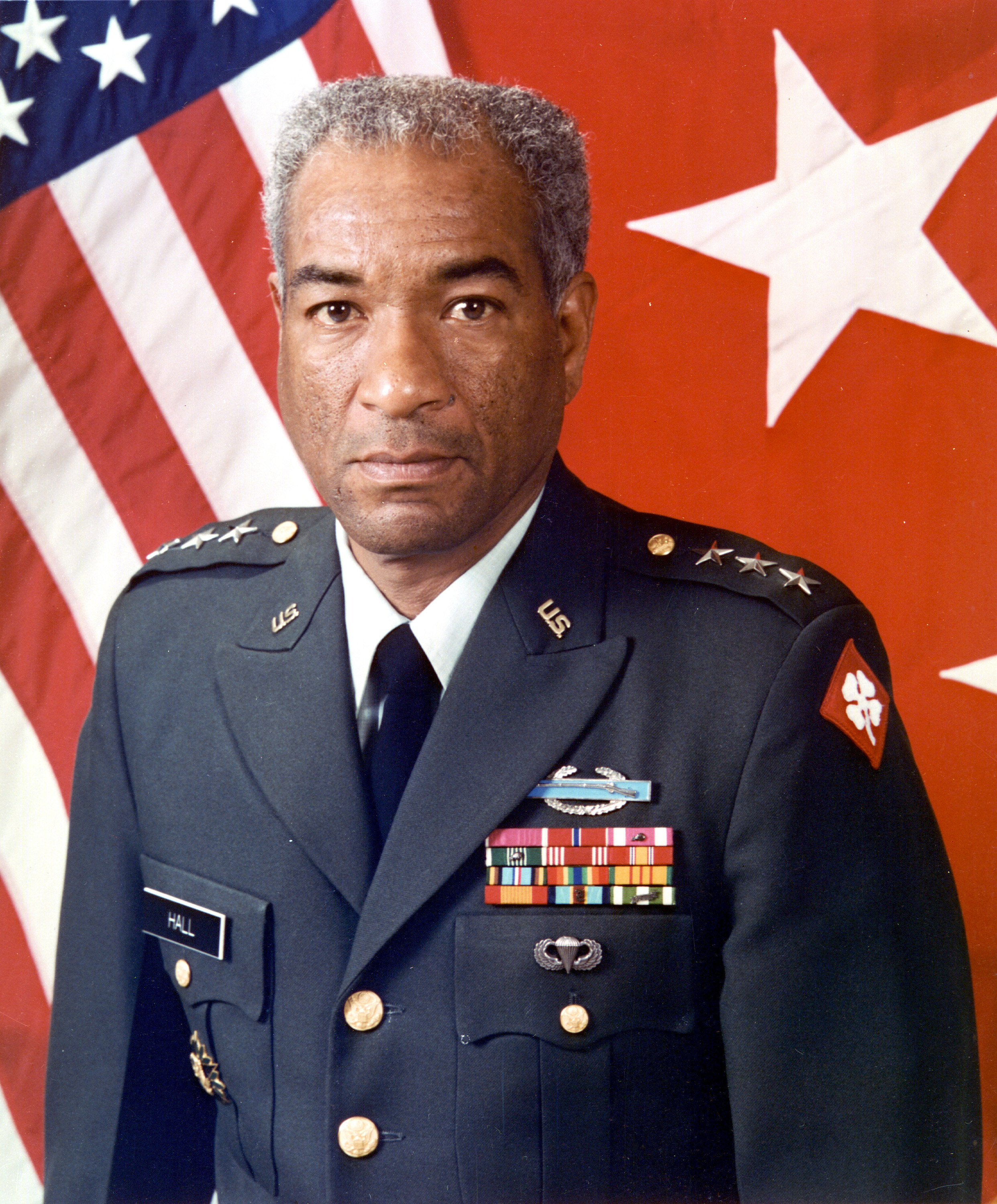
James R. Hall Jr. (1989)

James Reginald Hall Jr. (* 15. Juli 1936 in Anniston, Calhoun County, Alabama) ist ein pensionierter Generalleutnant der United States Army. Er war unter anderem Kommandeur der 4. Armee.
James Hall besuchte zunächst das Morehouse College in Atlanta in Georgia, wo er das Fach Politikwissenschaften studierte. Danach war er für einige Zeit auch am Shippensburg College in Pennsylvania. Über die Officer Candidate School gelangte er im Jahr 1958 in das Offizierskorps des US-Heeres. Dort wurde er als Leutnant der Infanterie zugeteilt. In der Armee durchlief er anschließend alle Offiziersränge vom Leutnant bis zum Drei-Sterne-General.
In seinen jüngeren Jahren absolvierte er den für Offiziere in den niederen Rangstufen üblichen Dienst in unterschiedlichen Einheiten und Standorten in den Vereinigten Staaten. Dazu gehörten auch Aufgaben als Stabsoffizier in verschiedenen Hauptquartieren. Hall war unter anderem in Ausbildungseinrichtungen in Arkansas und Colorado stationiert. Mitte der 1960er Jahre kommandierte er eine Kompanie einer Luftlandeeinheit, die in Okinawa in Japan stationiert war. Später wurde er im Vietnamkrieg, ebenfalls als Kompanieführer, eingesetzt.
Im weiteren Verlauf seiner militärischen Karriere war Hall Bataillonskommandeur bei der 2. Infanteriedivision in Südkorea. Nach seiner Heimkehr aus Südkorea wurde er an die Militärakademie in West Point versetzt, wo er das 4. Regiment der Kadetten kommandierte. In der Folge übernahm er verschiedene Generalstabsaufgaben.
Am 22. Mai 1982 erreichte James Hall mit seiner Beförderung zum Brigadegeneral die Generalsränge. In jenen Jahren bekleidete er verschiedene Aufgaben als Stabsoffizier. In den Jahren 1984 und 1985 gehörte er dem Stab des Military Personnel Centers in Alexandria in Virginia an. Zwischen dem 6. Juni 1986 und dem 22. Juni 1988 kommandierte er, inzwischen als Generalmajor, die 4. Infanteriedivision, deren Hauptquartier sich in Fort Carson in Colorado befand.
In den Jahren 1988 und 1989 war Hall als Deputy Inspector General for the Department of the Army Stabsoffizier im Heeresministerium im Pentagon. Am 31. Mai 1989 wurde James Hall zum Generalleutnant befördert. In der Folge erhielt er das Kommando über die 4. Armee, die damals in Fort Sheridan in Illinois stationiert war. Hall behielt sein Kommando bis zur Auflösung der 4. Armee im Jahr 1991. Er war somit der letzte Kommandeur dieses Großverbands. Anschließend ging er in den Ruhestand.
Nach seiner Pensionierung gehörte James Hall dem Planungsausschuss für die Olympischen Sommerspiele 1996 in Atlanta an. Außerdem wurde er Vorstandsmitglied des dortigen Morehouse Colleges.

## Orden und Auszeichnungen
James Hall erhielt im Lauf seiner militärischen Laufbahn unter anderem folgende Auszeichnungen:
- Legion of Merit
- Bronze Star Medal
- Defense Meritorious Service Medal
- Army Commendation Medal